# Semiangusta rebbeccae
Semiangusta rebbeccae är en skalbaggsart som beskrevs av Gianfranco Sama och Rejzek 2002. Semiangusta rebbeccae ingår i släktet Semiangusta och familjen långhorningar.
Artens utbredningsområde är Iran. Inga underarter finns listade i Catalogue of Life.